# Ca n'Esteve (Sant Aniol de Finestres)
Ca n'Esteve és una masia del municipi de Sant Aniol de Finestres, a la comarca catalana de la Garrotxa.